# Chuck Low
Chuck Low (New York City, 21 luglio 1928 – Allendale, 18 settembre 2017) è stato un attore statunitense.
Nato da madre russa-austriaca e padre polacco, ha recitato spesso al fianco di Robert De Niro, di cui era il consulente immobiliare.

## Filmografia

### Cinema
- Re per una notte (The King of Comedy), regia di Martin Scorsese (1982) - accreditato come Chuck L. Low
- C'era una volta in America (Once Upon a Time in America), regia di Sergio Leone (1984) - non accreditato
- Mission (The Mission), regia di Roland Joffé (1986)
- Quei bravi ragazzi (Goodfellas), regia di Martin Scorsese (1990)
- Amanti, primedonne (Mistress), regia di Barry Primus (1992)
- La notte e la città (Night and the City), regia di Irwin Winkler (1992)
- Tribeca - serie TV, 5 episodi (1993)
- Sleepers, regia di Barry Levinson (1996) - accreditato come Chuck Lewis Low,
- Kill the Poor, regia di Alan Taylor (2003)

### Televisione
- Law & Order - I due volti della giustizia (Law & Order) - serie TV, episodio 8x19 (1998)
- I Soprano (The Sopranos) - serie TV - episodio 1x03 (1999)
- 100 Centre Street - serie TV, episodio 1x05 (2001)